# El Djem
El Djem o El Jem (àrab: الجم, al-Jam) és una ciutat de Tunísia a la governació de Mahdia, amb una població al voltant dels 20.000 habitants (18.302, el 2004). És a uns 25 km de Mahdia i a uns 20 km en línia recta de la costa. És capçalera d'una delegació amb 43.200 habitants el 2004.

## Història
Establiment fenici i púnic, fou una colònia romana amb el nom de Tisdre. Fou part de la província de la Bizacena i va gaudir de gran prosperitat. El segle ii era considerada la capital de l'oli.
El 238, la ciutat es va revoltar després d'uns problemes de recaptació del governador designat per l'emperador Maximí el Traci. El governador fou assassinat i l'antic procònsol, Gordià, ja vell, que vivia a la regió, fou proclamat emperador. Gordià I va associar al govern el seu fill Gordià II i es va dirigir a Cartago. El governador de Numídia, Capelià, va intentar reprimir la revolta amb energia, però el senat romà va reconèixer Gordià, així com ho van fer algunes províncies. La guerra civil fou breu: Gordià es va suïcidar, però finalment Maximí va perdre el poder i va pujar al tron Gordià III.

## Patrimoni
La ciutat conserva un amfiteatre o coliseu en molt bon estat, que és de mesura lleugerament inferior al de Roma. De fet al de Roma hi cabien 45.000 espectadors, el segon mes gran en capacitat era el de Càpua, i després venia el de Tisdre amb 30.000. Mesura 148 metres de llarg per 122 d'ample. Fou construït entre el 230 i el 238.
Existí un segon amfiteatre, menor, que actualment està totalment enrunat.
Un museu arqueològic proper a l'amfiteatre disposa de nombrosos mosaics trobats a les restes romanes locals, tot i que alguns mosaics són al Museu del Bardo i d'altres al Museu de Sussa. Al costat, hi ha la reconstrucció d'una casa típica romana.

## Administració
És el centre de la delegació o mutamadiyya homònima, amb codi geogràfic 33 57 (ISO 3166-2:TN-12), dividida en deu sectors o imades:
- Es-Zaouia (33 57 51)
- El Mourabitine (33 57 52)
- Riadh Bou Helal (33 57 53)
- El Aütha (33 57 54)
- El Mechalet (33 57 55)
- Zeghabna (33 57 56)
- Touahria (33 57 57)
- El Ababsa (33 57 58)
- Talalsa (33 57 59)
- El Achaba (33 57 60)

Al mateix temps, forma una municipalitat o baladiyya (codi geogràfic 33 18).

## Agermanaments
Està agermanada amb Rumans (França) i Viena del Delfinat (França).